# Voix profondes
Pour plus de détails, voir Fiche technique et Distribution.
Voix profondes (Voci dal profondo) est un film italien réalisé par Lucio Fulci, sorti en 1991.

## Synopsis
Lorsque l’homme d’affaires Giorgio Mainardi meurt empoisonné, sa mort est dissimulée en accident. Son esprit revient alors hanter sa fille Rosy pour qu’ensemble, ils tentent de découvrir la vérité.

## Fiche technique
- Titre original : Voci dal profondo
- Titre français : Voix profondes
- Réalisation : Lucio Fulci
- Scénario : Lucio Fulci et Piero Regnoli (crédité comme Pietro Regnoli)
- Direction artistique :
- Costumes : Lucia Viglino
- Photographie : Alessandro Grossi
- Montage : Vincenzo Tomassi
- Musique : Stelvio Cipriani
- Maquillages : Giuseppe Ferranti (crédité comme Pino Ferranti)
- Production : Antonio Lucidi et Luigi Nannerini (producteurs exécutifs)
- Pays d'origine : Italie
- Format : couleur — 35 mm — 1:78:1 — son monophonique
- Genres : Fantastique, horreur
- Durée : 91 min
- interdit aux moins de 12 ans

## Distribution
- Duilio Del Prete : Giorgio Mainardi
- Karina Huff : Rosy Mainardi
- Pascal Persiano : Mario Mainardi
- Lorenzo Flaherty : Gianni
- Bettina Giovannini : Lucia Mainardi
- Frances Nacman : Hilde Mainardi
- Paolo Paoloni : Grand-père Mainardi
- Sacha Darwin : Dorrie
- Antonella Tinazzo : Rita
- Damiano Azzos : Davide Mainardi
- Rosa Maria Grauso : Rosy enfant

### Tournage
Le tournage s'est déroulé en Italie à Florence, en Toscane.